# Barco
| 1.- Embudo 2.- Popa 3.- Hélices | 4.- Obra viva 5.- Ancla 6.- Bulbo de proa | 7.- Proa 8.- Cubierta 9.- Superestructura |

Partes importantes de un barco:

Barco es todo cuerpo flotante de forma simétrica respecto de un plano longitudinal vertical, llamado plano de crujía, provisto de medios de propulsión y gobierno, que reúne las siguientes condiciones:
- Flotabilidad (que flota)
- Rigidez o resistencia
- Estanqueidad
- Capacidad de carga
- Estabilidad
- Gobernabilidad (que es gobernable)
- Movilidad

Tiene construcción cóncava fusiforme, de madera, metal, fibra de vidrio u otro material (incluso de hormigón, como el SS Faith) que, por su forma, es capaz de flotar en el agua y que se utiliza para navegar como medio de transporte.

## Historia

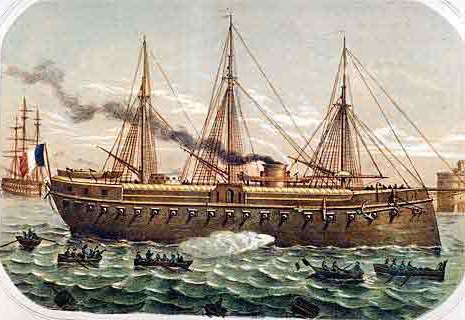
El Gloire, primer buque acorazado.

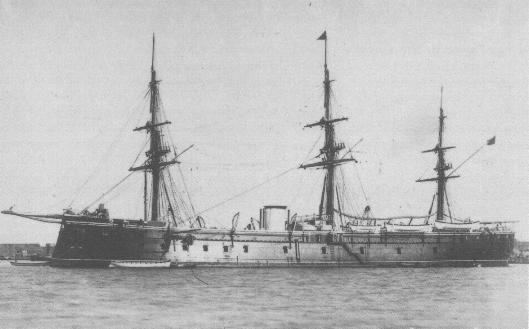
Fragata acorazada Numancia.

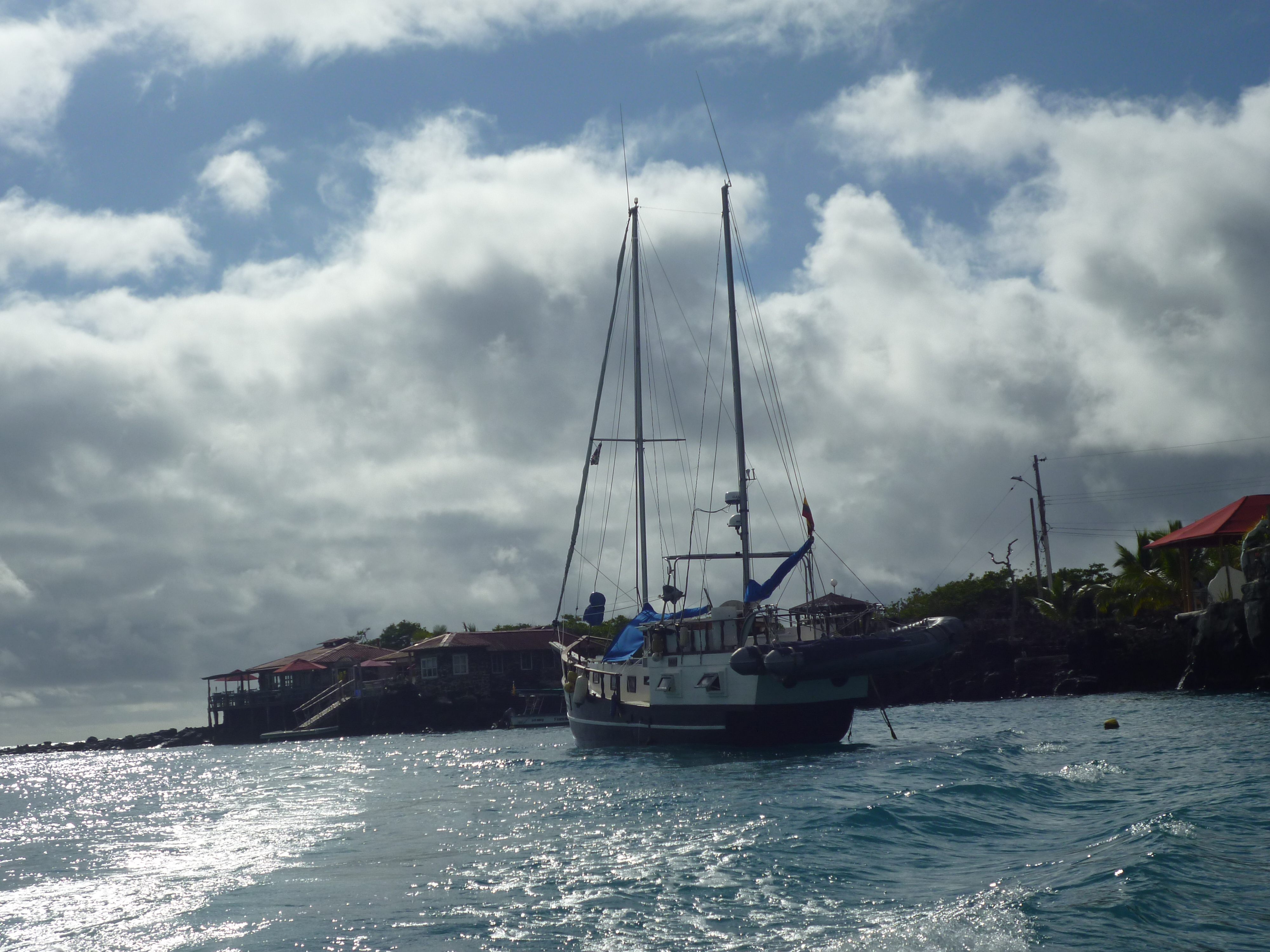
Barco de vela en Puerto Ayora en la isla de Isla Santa Cruz (Galápagos) en las islas Galápagos.

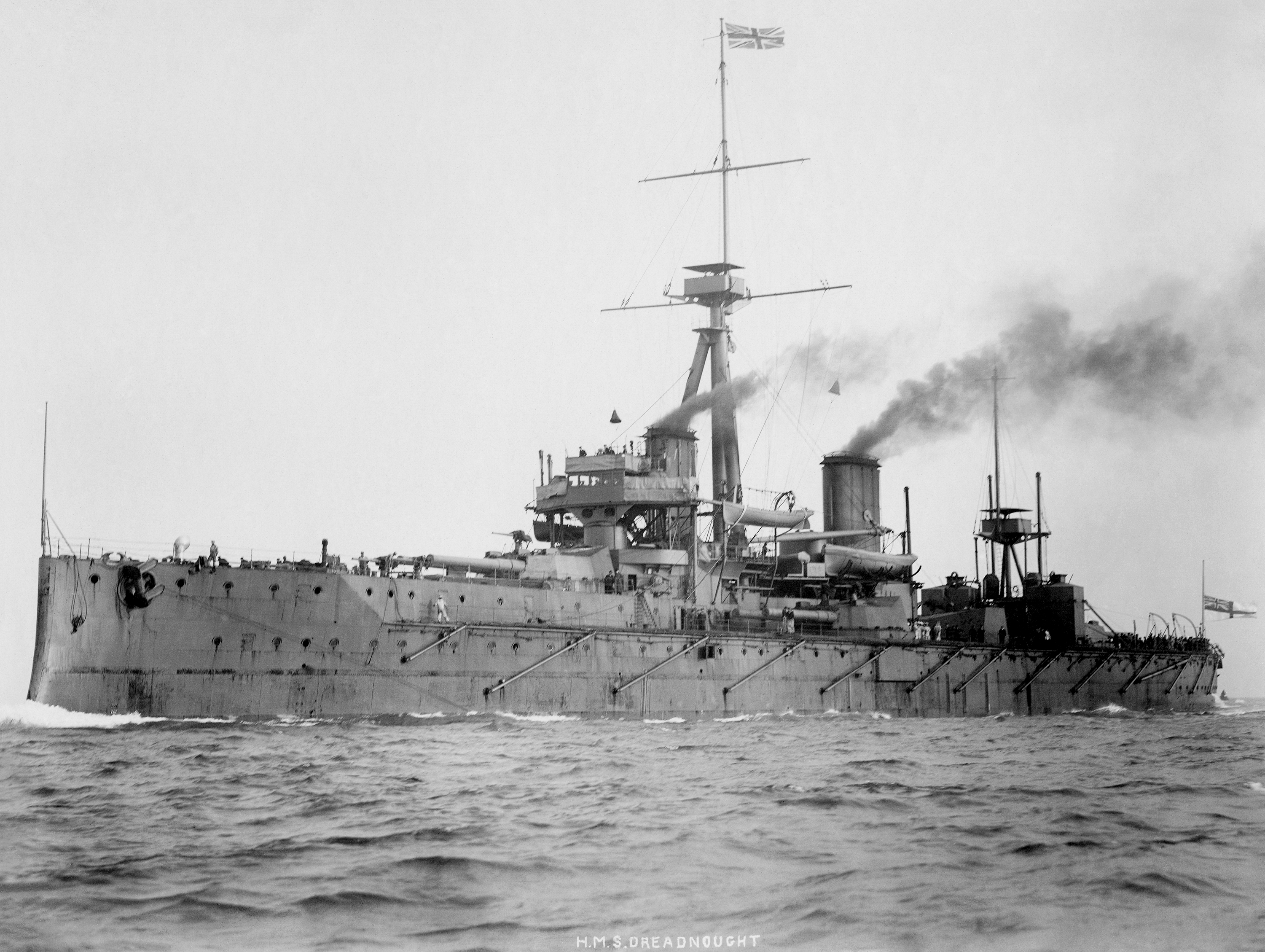
Acorazado británico.

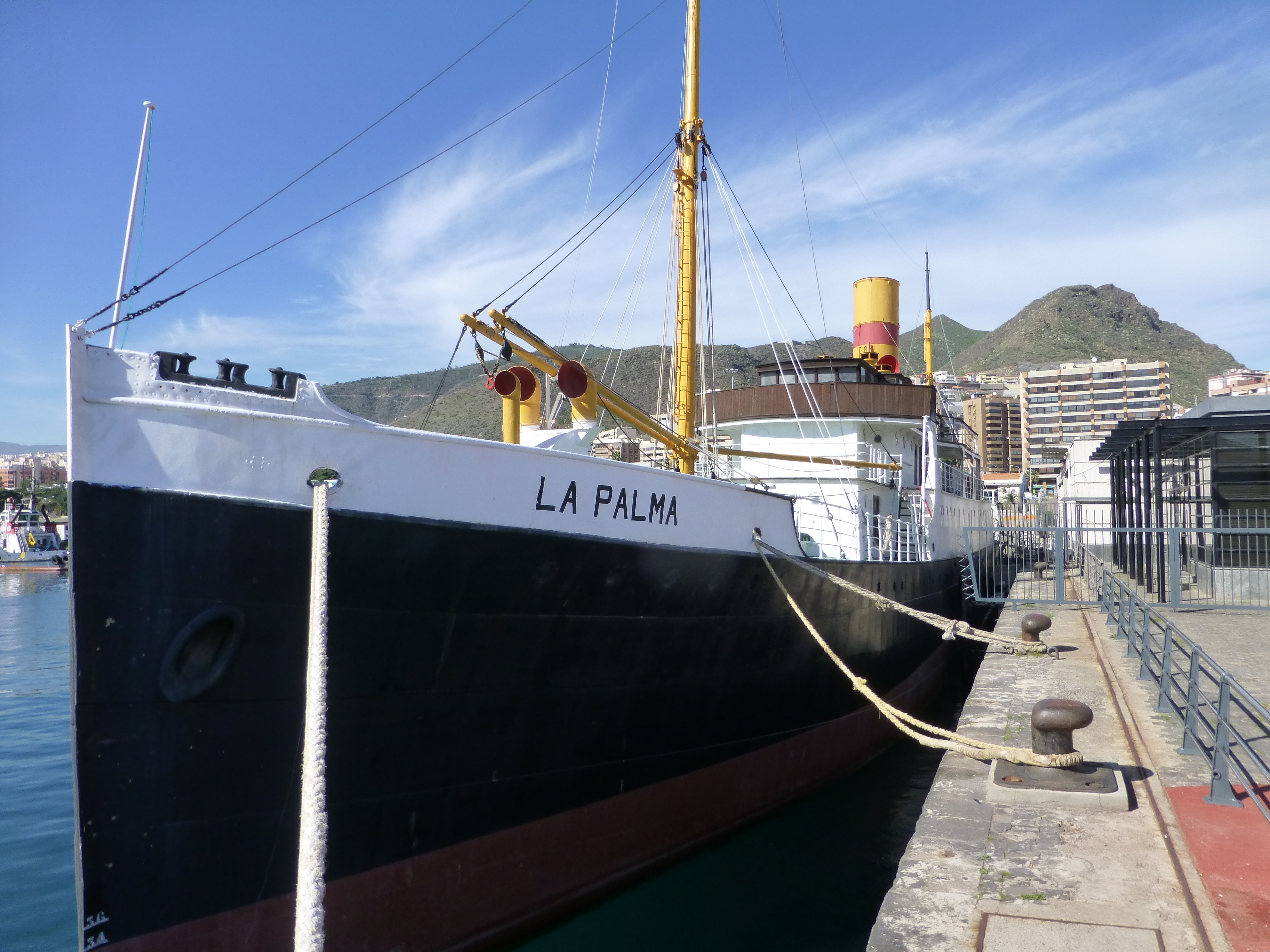
Correíllo La Palma, buque de vapor del año 1912, conservado en Santa Cruz de Tenerife.

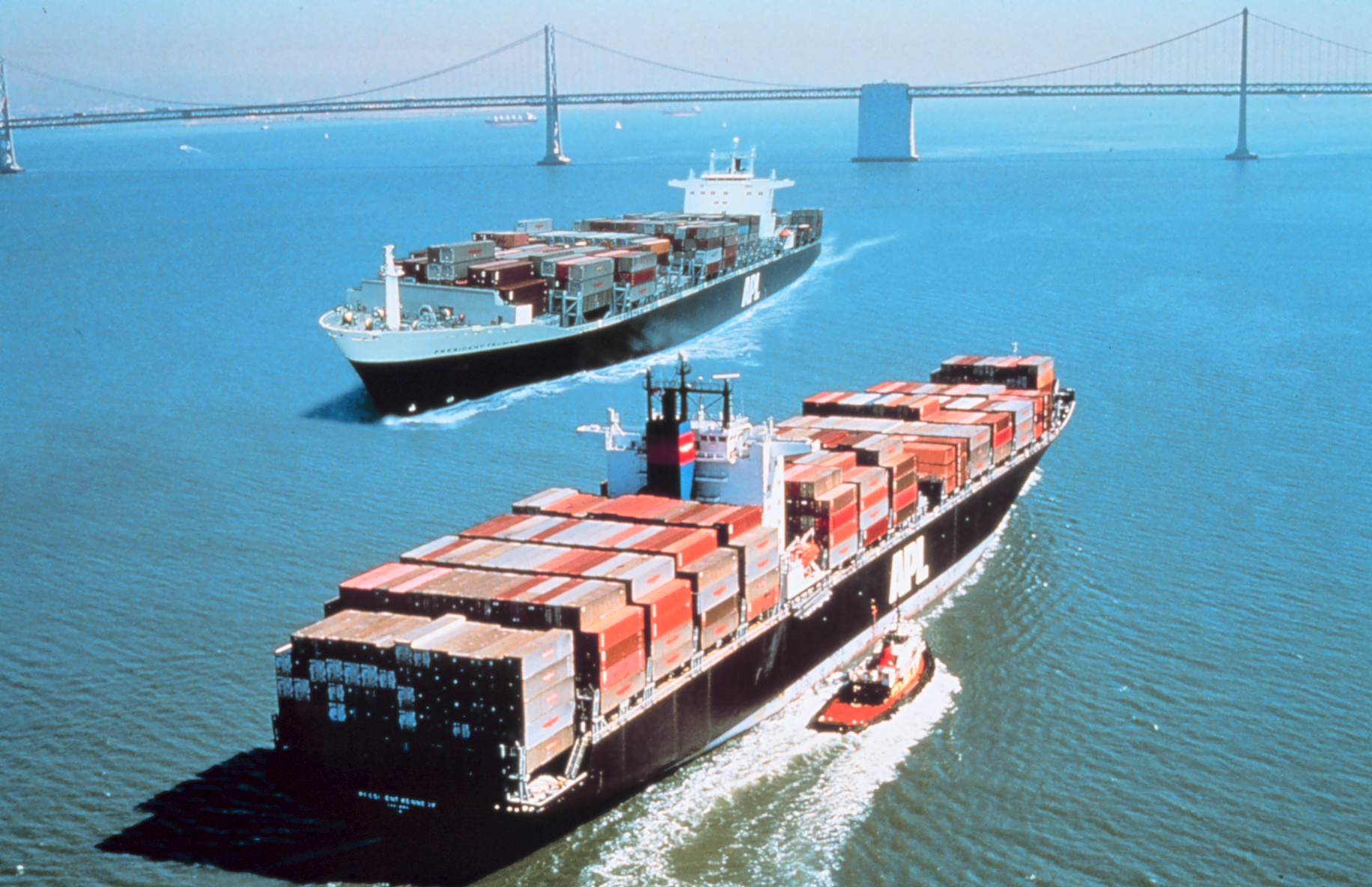
Portacontenedores.

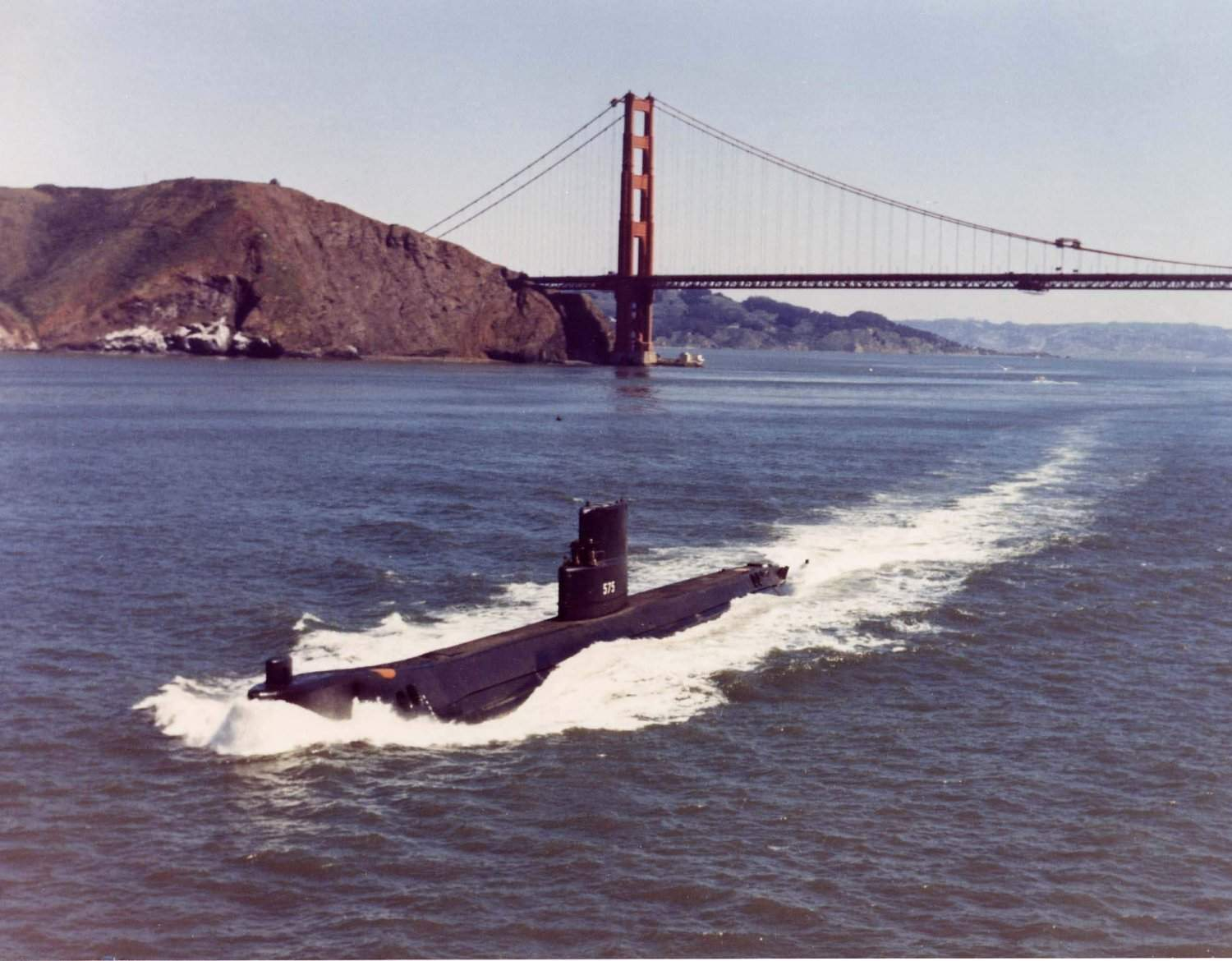
Submarino nuclear.

NS Savannah, primera nave mercante a propulsión nuclear.

En la historia, las personas han utilizado las barcas desde hace miles de años. Se tienen registro de hace más de 10 000 años en que los seres humanos utilizaban un tronco debidamente tallado como medio de transporte en el agua.
El mar siempre ha causado fascinación en el ser humano desde el comienzo de los tiempos. En la costa sur central del Perú, en la provincia de Pisco, en el distrito de Paracas hacia el 10 000 a. C.; las primeras personas se volvieron sedentarias a causa del abundante alimento existente en sus playas. Aun el progreso hacia la agricultura y la ganadería estaba en marcha en sus similares de la Cordillera de los Andes. Como en este caso, en muchos otros litorales se dieron las condiciones para que las personas en viviendas precarias se volvieran sedentarias, debido a la abundancia de recursos que el mar depositaba en sus playas.[cita requerida]
Primero se dedicaron a la recolección de mariscos y moluscos, luego a la pesca y finalmente se aventuraron a adentrarse en ese mar que generosamente le proveía de alimento. Debido a la gran utilidad que estas embarcaciones tenían para desarrollar el contacto con otros territorios, se volvieron un factor crucial en el progreso de muchas civilizaciones, como los primeros barcos comerciantes de las civilizaciones del Creciente Fértil, las balsas y catamaranes a vela de las etnias nativas de la Polinesia, los juncos de la antigua China, o los barcos a remo de las primeras civilizaciones costeras del Mediterráneo, destacando los fenicios, cuyo diseño de barcos y conocimientos de navegación dieron lugar a la cultura náutica europea posterior[cita requerida], así como el trirreme griego que los romanos heredaron y evolucionaron a la liburna y al dromon bizantino, y los barcos drakkar de los vikingos nórdicos, entre otros ejemplos. La tecnología fue progresando y se construyeron elementos para flotar en el agua; probablemente se le dio uso a troncos de árboles u otros materiales abundantes en el entorno que tenían flotabilidad. Para impulsarse y no quedar a la deriva, echaron mano del remo hasta que descubrieron que la fuerza eólica podía impulsarlos con menor esfuerzo y mayor efectividad; luego, se descubrió la manera de llevar la embarcación hacia donde se quería y se inventó el timón. Es a partir de aquí cuando, las personas a través del tiempo fueron introduciendo mejoras en sus naves, dándoles cada vez mejor impulsión y gobierno, hasta llegar a las modernas naves que surcan hoy día los océanos del mundo.[cita requerida]
Pero a la par del gobierno y la deriva, fueron encontrándole nuevos usos a las naves que ya tenían a mano; se usaron para recreación, pesca, medio de transporte y para la guerra, y fueron especializando el invento con nuevas técnicas, mayores velocidades, mejor maniobrabilidad y, claro, con armamento cada vez más mortífero. La embarcación que hoy conocemos como buque o barco, descubrió nuevas tierras. Durante muchos siglos fue el único medio de comunicación entre los continentes e hizo famosos a muchos personajes en tiempos de paz y de guerra.[cita requerida]
El empleo de los remos condicionó la vida a bordo hasta el siglo XVII; uno de los peores castigos que podía recibir una persona era ser condenado a servir en una galera, «para que la vida le sea un suplicio y la muerte un alivio», como sentenció un juez romano en el siglo XVI.
No todos los marineros que estaban en los remos eran condenados. También había hombres libres que se embarcaban por necesidad; eran llamados «de buena gana». Su única diferencia con los condenados consistía en que podían llevar bigote y cabello, que los condenados no tenían, pues eran rasurados y pelados al rape. Además, durante el día, los hombres libres que no estaban remando podían pasear y hablar libremente, pero al caer la noche eran encadenados igual que los condenados.
La disciplina era muy estricta para todos, la comida escasa y mala. El aspecto higiénico resulta inconcebible y difícil de imaginar. Los hombres de mar, oficiales y marineros, no se lavaban, ya que todos solo llevaban la ropa que tenían puesta, sin embargo los galeotes estaban obligados a mantenerse limpios, debían a primera hora del día asomarse por sobre la borda, de acuerdo a lo que les permitía el largo de la cadena, para despiojarse y limpiar los harapos que llevaban. Debían hacer sus necesidades en su lugar pues nunca eran liberados de su cadena. Los marineros que los vigilaban, cada cierto tiempo les arrojaban un balde de agua para que las inmundicias corrieran hasta la sentina.

### Edad de la vela
Las carracas eran navíos grandes y robustos, redondos, de alto bordo, de velas, especializados en el transporte de grandes cargas en travesías largas, aptos para el comercio entre Flandes y el Mediterráneo, y posteriormente para atravesar el Atlántico. Hubo carracas desde el siglo XII hasta el siglo XVI. Fueron los mayores buques de su época. Provenían de modificaciones de la coca nórdica.
Más pequeña que la carraca, pero de excelentes condiciones marineras fue la carabela, embarcación a vela, ligera, alta y larga hasta 30 m, estrecha que contaba con tres mástiles sobre una sola cubierta y un castillo elevado en la proa y otro en la popa. Llevaba velas cuadras en los palos trinquete y mayor, y aparejo latino en el de mesana. Gracias a estas características pudo afrontar con éxito los viajes a través del océano. Navegaba a diez kilómetros por hora, y fue utilizada por españoles y portugueses en los viajes de exploración durante el siglo XV. La carabela copió de la escuela mediterránea el casco, el uso de varios mástiles y la vela triangular, mal llamada latina porque proviene del mundo árabe. De la escuela del mar del Norte y Báltico, de los vikingos y de las ciudades Hanseáticas, tomó el ejemplo de la “coca” y de esta última dos elementos: el timón de codaste y la vela cuadra en el palo mayor. El timón de codaste, gruesa pieza de madera colocada en la popa le permitía a la nave mantener una dirección o rumbo.
El galeón fue una embarcación a vela utilizada desde mediados del siglo XV. Consistía en un bajel grande, de alto bordo que se movía por la acción del viento. Fue una derivación de la carraca pero combinada con la velocidad de la carabela. Los galeones eran barcos de gran tamaño y poseían gran capacidad de fuego.
En el siglo XVI, después que Juan Sebastián Elcano efectuara la primera circunnavegación a la Tierra, el comercio marítimo transatlántico aumentó considerablemente, lo que incentivó la investigación y la creación de nuevos tipos de naves, más apropiadas para largas travesías y para soportar los rigores de la mar en forma continuada. Así fue como apareció el bergantín y, en el ámbito comercial, la urca y los ya nombrados galeones.
Más adelante aparecieron, en la marina militar, la fragata, nave que tenía dos puentes y la corbeta con solo uno. En la marina comercial apareció el bergantín-goleta y la goleta. Los barcos más grandes de madera fueron los navíos o navíos de línea, como el HMS Victory o el Santísima Trinidad. El último tipo importante de nave a vela fue el clíper que apareció en 1840 construido en los Estados Unidos de América, destinado inicialmente al tráfico entre Norteamérica y Europa y que luego se extendió a Oceanía y Asia. Era de casco de madera, fino y ligero. Alcanzaba gran velocidad en sus travesías compitiendo con las naves a vapor que ya estaban apareciendo.
También en el siglo XIX apareció el buque de pesca de mayor tonelaje, el ballenero. De gran calado y espacio en cubierta para poder faenar a las ballenas y cachalotes que cazaban.

### Vida a bordo de un navío
Como los viajes se hicieron más largos, las epidemias de escorbuto y de tifus siguieron siendo comunes. Durante toda la Edad Moderna los barcos distaban mucho de ser cruceros de lujo. Muy al contrario, el reducidísimo espacio en el que se desarrollaba la vida implicaba unas incomodidades y un sufrimiento extremo, incluso en las travesías más tranquilas. La vida en cubierta era muy dura, a veces el frío hacía acto de presencia y en otras el sol del trópico los abrasaba. Además, de eso la higiene a bordo era necesariamente muy deficiente, con olores nauseabundos. Si además había mar gruesa, los malos olores se multiplicaban exponencialmente por los vómitos de unos y de otros. La gran mayoría de marineros eran reclutados mediante “levas forzosas” para garantizar la mano de obra necesaria.
La vida a bordo comenzó a cambiar gracias a las observaciones de James Cook, oficial de la marina británica, que comprendió la importancia de la higiene a bordo tras comprobar que en sus buques, de cada diez marineros muertos, solo uno había sido en acto del servicio y nueve habían muerto por escorbuto, desnutrición y enfermedades infecciosas. Empezó a repartir limón contra el escorbuto, mejoró la dieta y luchó porque las tripulaciones tuvieran cámaras más espaciosas, aireadas y cómodas.

### Edad del vapor
En el siglo XIX la construcción naval comenzó a utilizar el hierro para el casco y el vapor para la propulsión, lo que constituyó una revolución en el ámbito marítimo.
El Clermont, una pequeña nave de madera construida en los Estados Unidos por Robert Fulton, fue el primer barco propulsado por ruedas movidas mediante maquinaria de vapor. Prestó servicios efectivos a la navegación, remontando el río Hudson en 1807. Desde esa fecha los buques a vapor se multiplicaron. A las naves se les colocaron mástiles y velas además de ruedas en sus costados para darles más velocidad en sus travesías oceánicas.
En 1819 el Savannah, un velero estadounidense con propulsión auxiliar de ruedas, fue el primer barco de vapor en atravesar el Atlántico desde Nueva York a Liverpool. En 1821 se construyó en Inglaterra el primer buque a vapor con casco de hierro, el Aaron Manby, que en 1822 efectuó su primera navegación desde Londres a El Havre. Luego, en 1845, Isambard Brunel construyó el paquebote SS Great Britain, primer transatlántico con casco de hierro y hélice, dando comienzo a la verdadera era de la construcción naval de hierro. A partir de entonces el progreso en la construcción naval no se ha detenido.
Durante la guerra de Crimea, en 1855, se probaron con éxito unas baterías flotantes acorazadas y en 1858 el ingeniero naval Dupuy de Lome construyó el primer buque acorazado,  La Gloire, nave de madera, blindada. Poseía motor de vapor y aparejo de fragata.
En 1859 se construyó el primer acorazado, el británico HMS Warrior y en 1866 la española fragata blindada Numancia fue la primera nave acorazada en dar la vuelta al mundo, al mando del almirante Casto Méndez Núñez.
En la década de 1860 desaparecieron los buques a vapor y vela, ya que la maquinaria de propulsión se había perfeccionado suficientemente. En el siglo XX aparecieron los motores de combustión interna y a finales de ese mismo siglo la propulsión nuclear.
La marina mercante es factor fundamental en el desarrollo de los países. La actividad naviera generó una importante actividad económica que se refleja en sus puertos y en la economía.
La marina mercante, en los últimos tiempos, se ha desarrollado a la par que la marina de guerra. Desde 1873 se estableció una gran competencia por la velocidad de las naves con el propósito de acortar sus tiempos de navegación. Partiendo con 14,4 nudos en 1873, 23,36 nudos en 1900. Fue tanta la búsqueda de la velocidad que se estableció un trofeo para los campeones de velocidad en el mar, un gallardete azul que ganaron naves como el RMS Mauretania en 1908 con 26 nudos y el RMS Queen Mary en 1936 al conseguir 30,63 nudos.

#### Los grandes cruceros
El RMS Lusitania, junto con su gemelo el Mauretania, no solo destacaron por su velocidad, sino por las comodidades a bordo, llegando a ser sus salones interiores tan lujosos como cualquier instalación de renombre en tierra. Pertenecientes a la naviera Cunard, bien podría decirse que iniciaron la edad de oro de los grandes transatlánticos, al incitar a las demás empresas navieras a la competencia por lograr la supremacía en cuanto a lujo, tamaño y velocidad de sus respectivos barcos.
La empresa de la competencia, la White Star Line, decidió hacer frente a la fama de estos dos buques construyendo tres grandes barcos de pasajeros que superarían a los de la Cunard: el Olympic, el Titanic y el Britannic. La repercusión del naufragio del Titanic supuso una mejora radical en materia de seguridad, diseño y construcción naval que se ha mantenido hasta el presente.
De casi 270 metros de largo y 11 pisos de alto, estos grandes buques sentaron también un precedente en cuanto a tamaño y decoración de los interiores se refiere. Tras el hundimiento del Titanic en 1912, la competencia se intensificó, y otros grandes barcos fueron construidos. El SS Imperator superaba al Titanic por casi 8000 toneladas, y era prácticamente igual de lujoso. Los buques hermanos del Titanic, el Olympic y el Britannic continuaron prestando servicios incluso durante la Primera Guerra Mundial. El Britannic nunca operó como barco de pasajeros, fue requisado por el Almirantazgo británico y usado como barco hospital durante el conflicto, hundiéndose en 1916 tras colisionar con una mina.
El hundimiento del Wilhelm Gustloff, un buque alemán más pequeño que el Titanic pero con capacidad para el doble de pasajeros, fue la mayor catástrofe marítima, causando la muerte de más de 9000 personas. Se produjo por un torpedo lanzado por el submarino soviético de la Operación Aníbal.
Los buques de pasajeros se han transformado en verdaderos hoteles flotantes, de muchos pisos con camarotes, comedores e instalaciones de lujo. Algunos tienen cancha de tenis en cubierta, piscinas, salas de estar y de juego, teatro, cine, capilla y tiendas.
Los mayores barcos de pasajeros de tiempos modernos superan las 100 000 toneladas de peso, y disponen de 14 o 15, y en algunos casos más, pisos de alojamientos y áreas comunes.
Barcos como el Queen Mary 2, de la Cunard Line, el Freedom of the Seas, de la Royal Caribbean, o el Carnival Dream, son ejemplos de los grandes avances de la ingeniería y la arquitectura naval de tiempos modernos.
Entre las instalaciones y amenidades a bordo de cualquiera de estos grandes buques, se pueden encontrar paseos internos de varios pisos de altura, y en algunos casos tan extensos como un campo de fútbol o aun mayores, con habitaciones con balcones que dan a estas espaciosas áreas interiores, grandes atrios internos con ascensores de cristal, gimnasios de varios niveles, teatros de 2, 3, 4 o incluso más pisos de altura, lujosos y amplios comedores de varios niveles, salones de conferencias, bibliotecas con miles de volúmenes e incluso salas de proyección holográfica y planetarios.

#### Buques de guerra

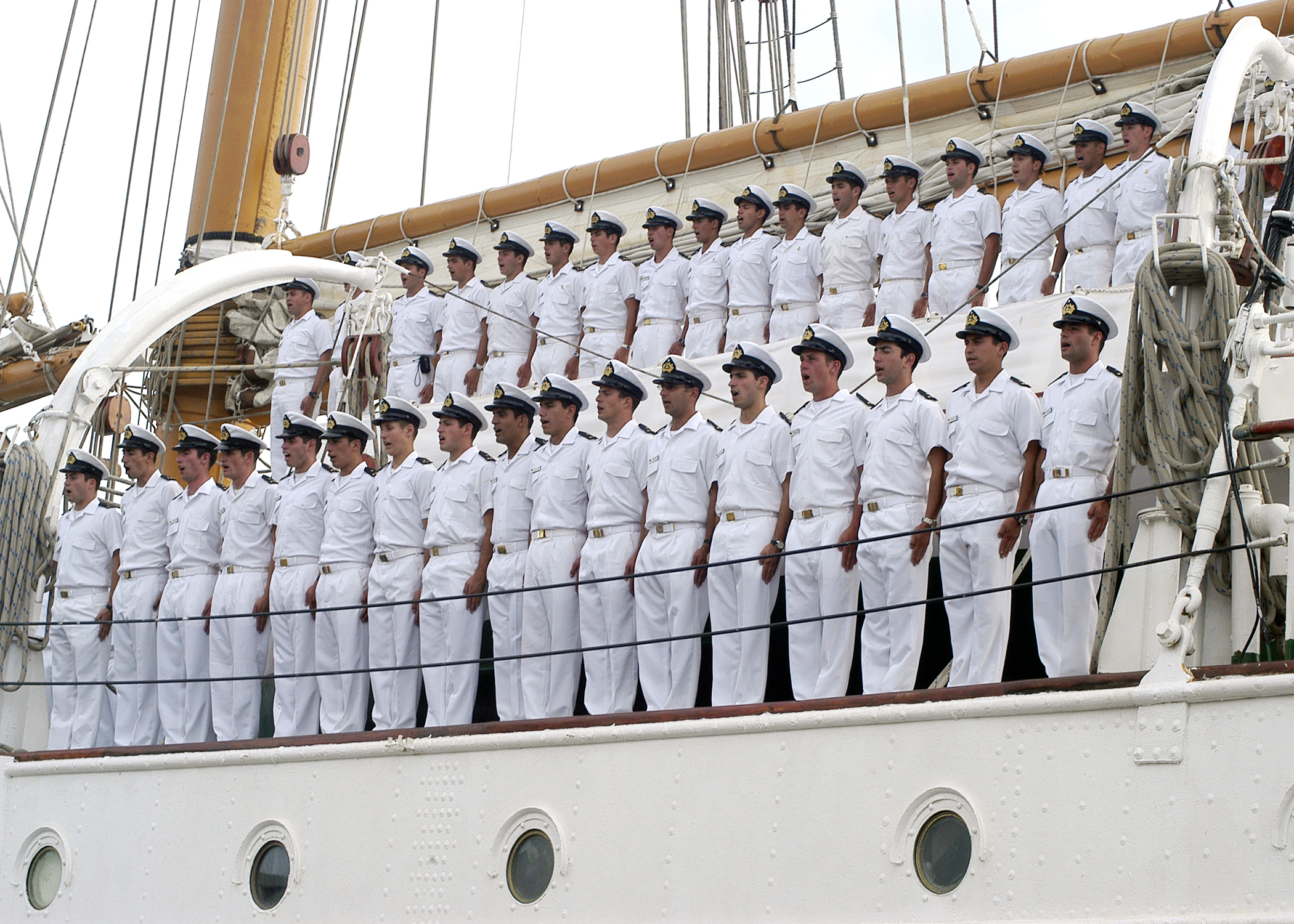
Tripulación de un barco.

Inicialmente los buques de guerra fueron los que más progresaron comparados con las naves mercantes, que se dividían en naves de pasajeros y de carga. A fines del siglo XIX aparecieron los submarinos y después de la Primera Guerra Mundial los portaaviones sustituyeron a los acorazados, pero hacia finales del siglo XX los buques mercantes comenzaron a especializarse de acuerdo al tipo de carga a transportar: carga seca, graneleros, carga general, petroleros, frigoríficos y la gran revolución de los contenedores y la aparición de los buques portacontenedores. También apareció la propulsión nuclear en las naves mercantes, el Savannah fue el primero de este tipo.
A finales del siglo XIX aparecieron los primeros acorazados, tenían 15 000 t de desplazamiento y cañones de 305 mm montados en torres dobles. También llevan tubos lanzatorpedos.
En 1906 el acorazado británico Dreadnought era el buque más poderoso del mundo, tenía cinco torres dobles de cañones de 305 mm y 24 cañones de 76 mm, su desplazamiento era de 17 000 t y consumía petróleo; su impacto fue tal que los acorazados construidos desde entonces se les denominó Dreadnoughts, mientras que a los anteriores se los denominaba pre-Dreadnoughts.
Después de la Primera Guerra Mundial había acorazados de hasta 72 000 t de desplazamiento a plena carga, pero fueron relevados como buques de combate principal por los portaaviones que fueron los protagonistas de la guerra en el mar durante la Segunda Guerra Mundial de 1939-1945.

#### Vida a bordo en tiempos modernos
La vida a bordo cambió enormemente con el advenimiento del vapor. Las naves tuvieron “jardines” dentro de la nave. “Jardines” se llamaban las tablas con una abertura al centro que se colocaban sobre la borda que servían para que toda la tripulación, desde el almirante hasta el último grumete, evacuaran el vientre directamente al mar a la vista de quien deseara observarlo.
Toda la tripulación tiene cámaras confortables, entretenimientos y en general todo tipo juegos. La comida es variada, bien preparada y abundante, las remuneraciones son de las mejores en el mercado laboral, pero cada vez es más difícil conseguir marinos para los buques mercantes. El alejamiento de sus hogares durante mucho tiempo es un inconveniente muy difícil de superar.
Tripulantes para los buques de guerra no es tan difícil de obtener como lo es para las naves mercantes. Los marinos de guerra más que en la remuneración piensan que están sirviendo a la Patria y que forman parte de una institución importante lo que compensa con creces sus sacrificios y los alejamientos de sus hogares, además de que la lejanía no es tan prolongada como la que se produce en las naves mercantes.

### Edad nuclear
Estados Unidos en 1958 inició la construcción del USS Enterprise, primer portaaviones nuclear de la Armada de los Estados Unidos que además, entre los años 1961 y 1972, fue el buque de guerra más grande del mundo. Tiene 342,3 m de eslora, 78,4 m de manga y 11,9 m de calado. Su desplazamiento a plena carga era de 93 500 t, podía transportar 85 aviones y su velocidad máxima era sobre los 30 nudos con 8 reactores nucleares y 4 hélices. Poseía misiles antiaéreos teledirigidos.
En julio de 1959 fue botado al agua el Savannah perteneciente a la marina mercante estadounidense, siendo el primer buque mercante que empleó la energía nuclear.
A comienzos del siglo XXI la Armada de los Estados Unidos se alza como la más grande Armada nunca antes vista, la cual posee 9 portaaviones nucleares de la clase Nimitz sobrepasando varios de ellos las 100 000 t de desplazamiento.

### Un tipo especial de buque: el submarino

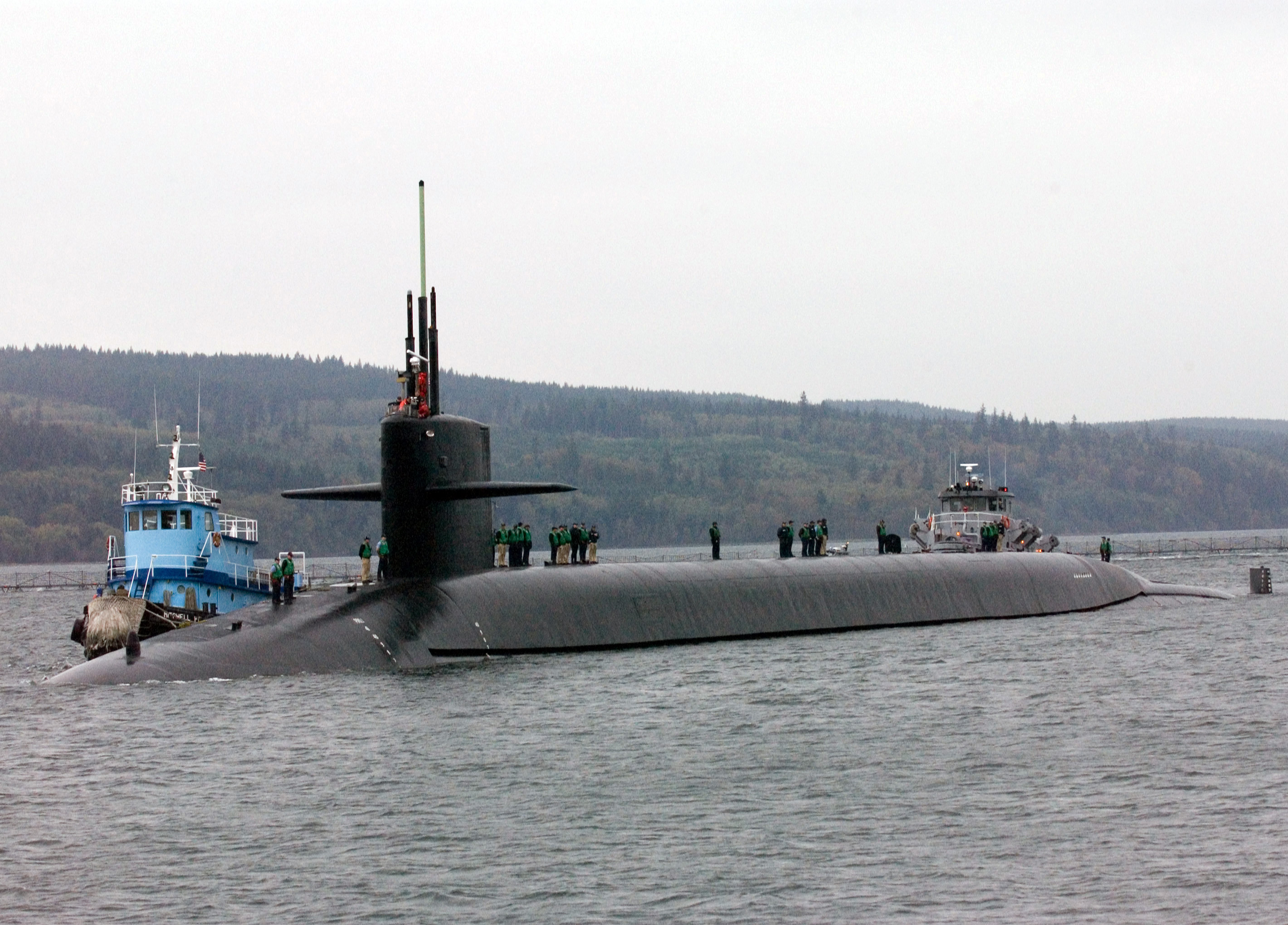

El submarino es un tipo especial de buque que tiene la capacidad de navegar bajo el agua.
Estados Unidos fue el país que construyó el primer submarino. En 1741 David Bushnell ideó una nave submarina, que estuvo operativa en 1776. Era totalmente de madera y con la forma de dos conchas unidas por su borde plano, era tripulada por solo un hombre y movida mediante pedales o mediante los brazos dando vuelta unas manillas que movían una hélice. Denominada La tortuga, esta pequeña embarcación fue empleada en la guerra de la independencia americana contra una fragata inglesa que se encontraba anclada en el puerto de Nueva York. La nave llevaba un torpedo que no pudo afirmar a la quilla de la fragata, aunque llegó a situarse bajo ésta.

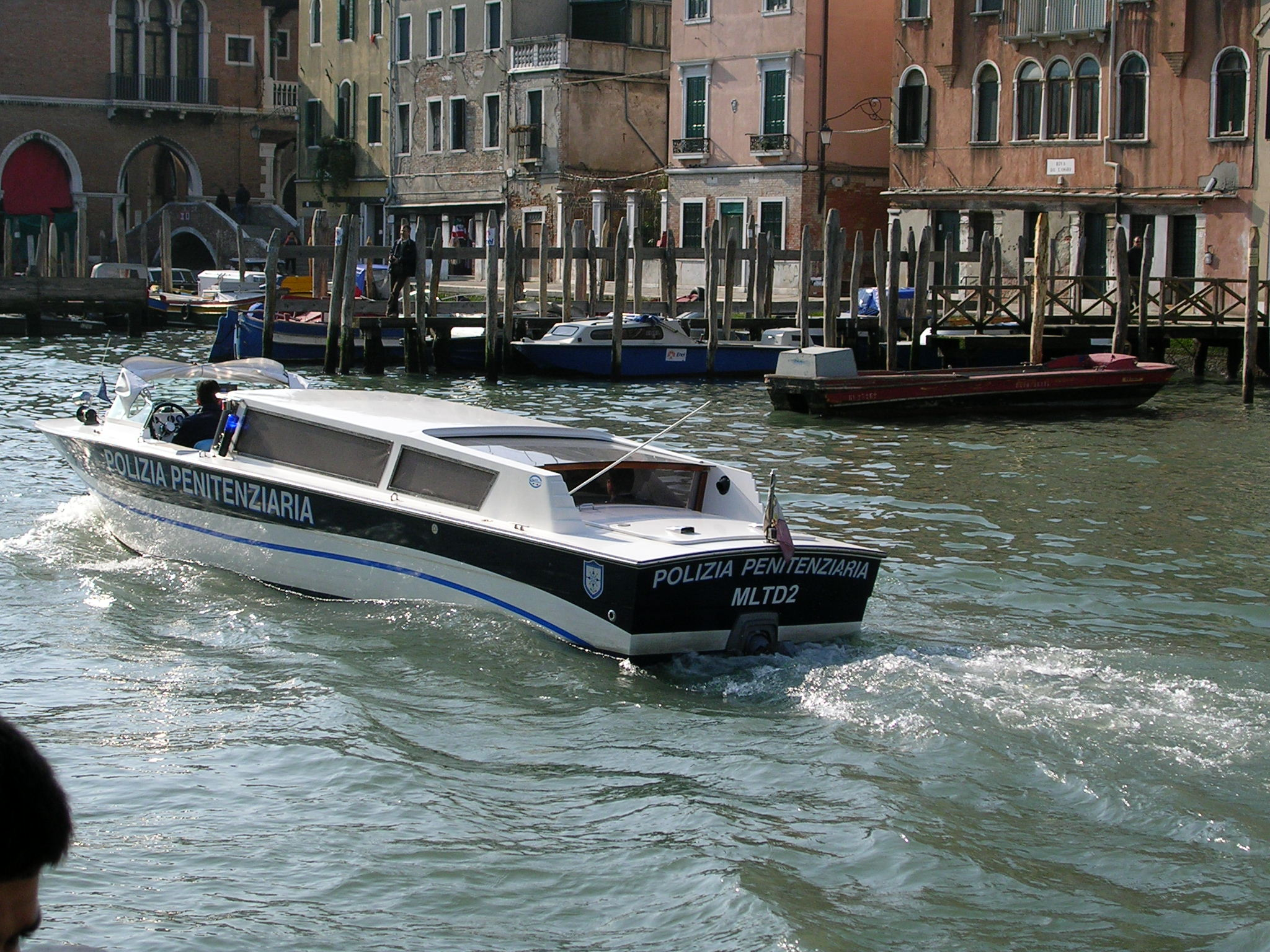
Un barco policía en Venecia.

En 1800, Robert Fulton, trabajando para el gobierno de Francia construyó el Nautilus, que fue probado inicialmente en el río Sena y luego en el mar. Tenía forma de pez y era tripulado por tres hombres. Nunca pudo ser empleado en acciones bélicas. El mismo Fulton destruyó el Nautilus en 1803.
En 1850, Wilhelm Bauer construyó en Alemania el Brandtaucher, cuya hélice era movida a mano. El casco era de hierro.
En 1888, el español Isaac Peral construyó el Peral, de 22 m de largo, propulsado por un motor eléctrico accionado por acumuladores inventados por el mismo Peral. Este submarino resultó ser el mejor construido hasta esa fecha por nación alguna.
Durante la Primera Guerra Mundial el submarino era propulsado por motores a combustión en superficie y por baterías eléctricas sumergido, siendo necesario su frecuente subida a la superficie para poder recargar las baterías. A fines del siglo XX son propulsados por energía nuclear, lo que les permite permanecer bajo el agua un tiempo limitado solo por el aspecto logístico.
A finales del siglo XX aparecieron los submarinos de flota con misiles balísticos. Son submarinos a propulsión nuclear que están equipados con misiles estratégicos de largo alcance. Son los submarinos más grandes de las armadas. Como ejemplo diremos que el USS Lousiana (SSBN 743) de la Armada de los Estados Unidos tiene una eslora de 171 m, manga de 12,8 m y calado de 11,1 m con un desplazamiento sumergido de 18 750 t. Da una velocidad sobre los 20 nudos con un reactor nuclear y lo tripulan alrededor de 150 hombres.

## Clasificación
Existen muchas formas de clasificar un barco:
- Según su tamaño. En ingeniería naval se distinguen dos tipos: los barcos menores, que son los barcos con una eslora (largo) menor de 24 m y con 50 o menos de volumen interno T.R.G. y los barcos mayores, que son aquellos cuya eslora (largo) supera esa distancia y esos volúmenes internos T.R.G.[cita requerida]
- Según su método de propulsión. Se distinguen tres tipos: los de propulsión humana (como las canoas, los kayaks, los faluchos y los antiguos trirremes etc.), los de propulsión eólica (como los barcos de vela, los barcos a rotor) y los de propulsión mecánica (como los barcos de motor, y los barcos de turbinas).

### Barcos comerciales oceánicos de carga muy grande
- Buque portacontenedores
- Buque de carga general
- Buques de carga refrigerada
- Buque de carga a granel (granelero)
- Buque cisterna o tanque
  - Petrolero
  - Buque aljibe
- Buque de carga rodante o Ro-Ro
- Buque de carga de vehículos
- Buque metanero o LNG (con transporte criogénico de gas)

### Barcos comerciales oceánicos de carga media o de apoyo
- Buque de abastecimiento
- Buque para dragado, draga
- Buque rompehielos

### Barcos comerciales oceánicos de usos varios
- Barco pesquero
- Buque de exploración sismográfica, para descubrimientos de petróleo y gas
- Buque de perforación, barco para perforación oceánica

### Nombres de barcos según su tipo

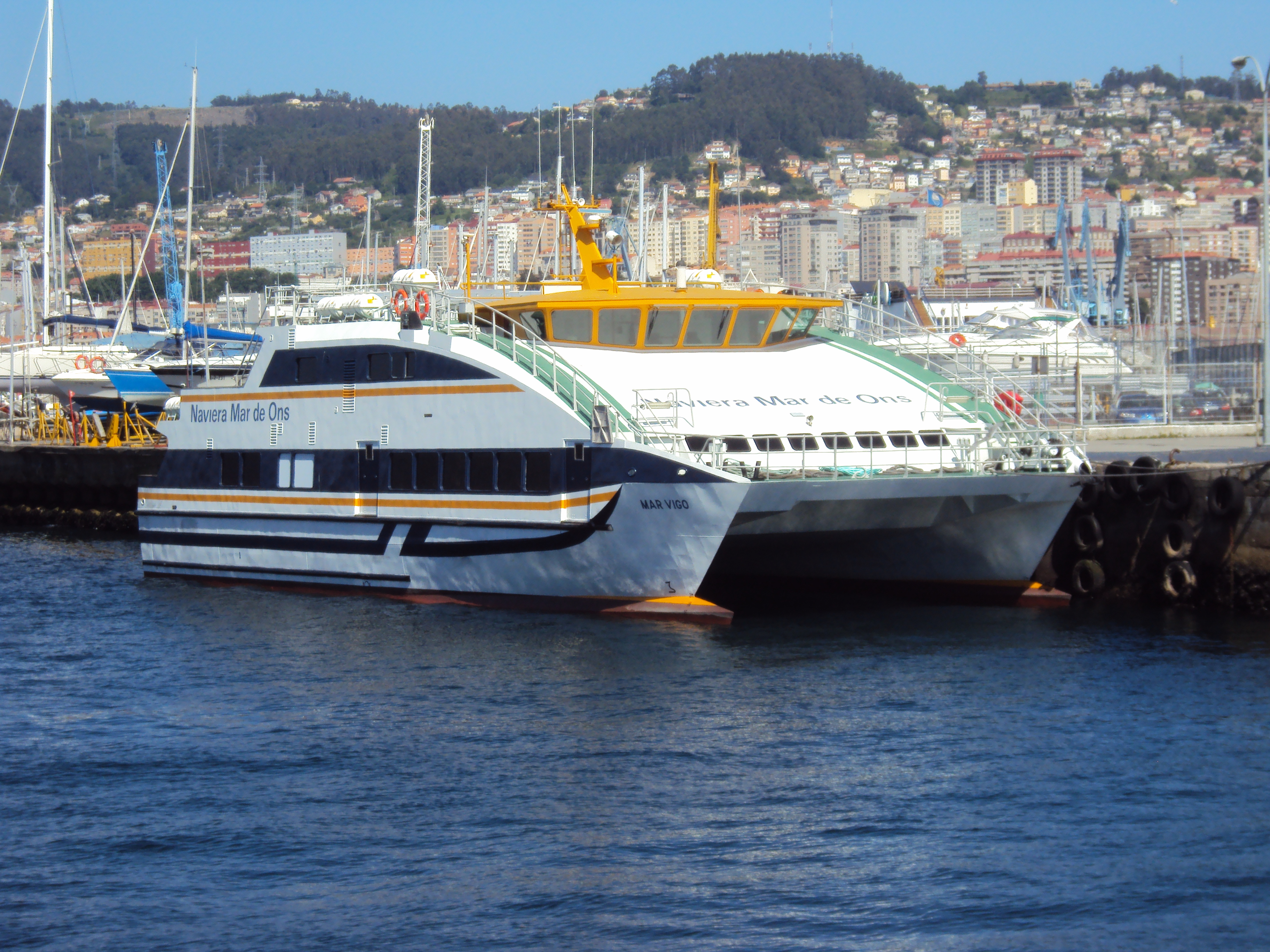
Catamarán destinado a cubrir rutas turísticas a las Islas Cíes, Vigo (España).

| - Bajel - Balandra - Barca - Barco - Bergantín - Bombarda (buque) - Bote - Buque - Canoa - Carabela - Carraca (navío) - Chalupa (Bote) - Chambequín - Clíper - Coca (náutica) - Corbeta - Buque de cruceros - Falúa | - Falucho (falucha) - Filibote - Flauta (barco) - Fragata - Fusta - Galeaza - Galeón - Galeoncete - Galeota - Galera - Goleta - Jabeque - Lancha - Lancha cañonera - Lugre - Místico (embarcación) - Nao | - Navío - Navío de línea - Patache - Pailebote - Paquebote - Paquete (barco) - Pinaza - Pingue - Polacra - Portaaviones - Queche - Saetia (barco) - Sumaca - Transatlántico - Urca (embarcación) - Velero (embarcación) - Yate - Zabra |

## Tecnología a bordo
Actualmente los barcos usan modernos sistemas de comunicaciones, que van desde localizadores satelitales que reportan su posición en tiempo real, hasta tener una conexión de voz, data o fax y correo electrónico.
Lo que se ha implementado es la comunicación por sistemas satelitales de comunicación, para lo cual tenemos dos sistemas que son muy importantes: el Cospas-Sarsat y el sistema Inmarsat c; el primero tiene una cobertura de todo el globo terrestre y el sistema inmarsat c tiene una cobertura de lat70°n y lat70°s lo que nos permite tener un viaje comunicados.
Para lo cual estos dos sistemas nombrados anteriormente permiten la utilización de las radiobalizas epir (son sistemas de localización de siniestros) estos sistemas son componentes del GMSS (sistema mundial de socorro y seguridad marítima SMSS).

## Galería

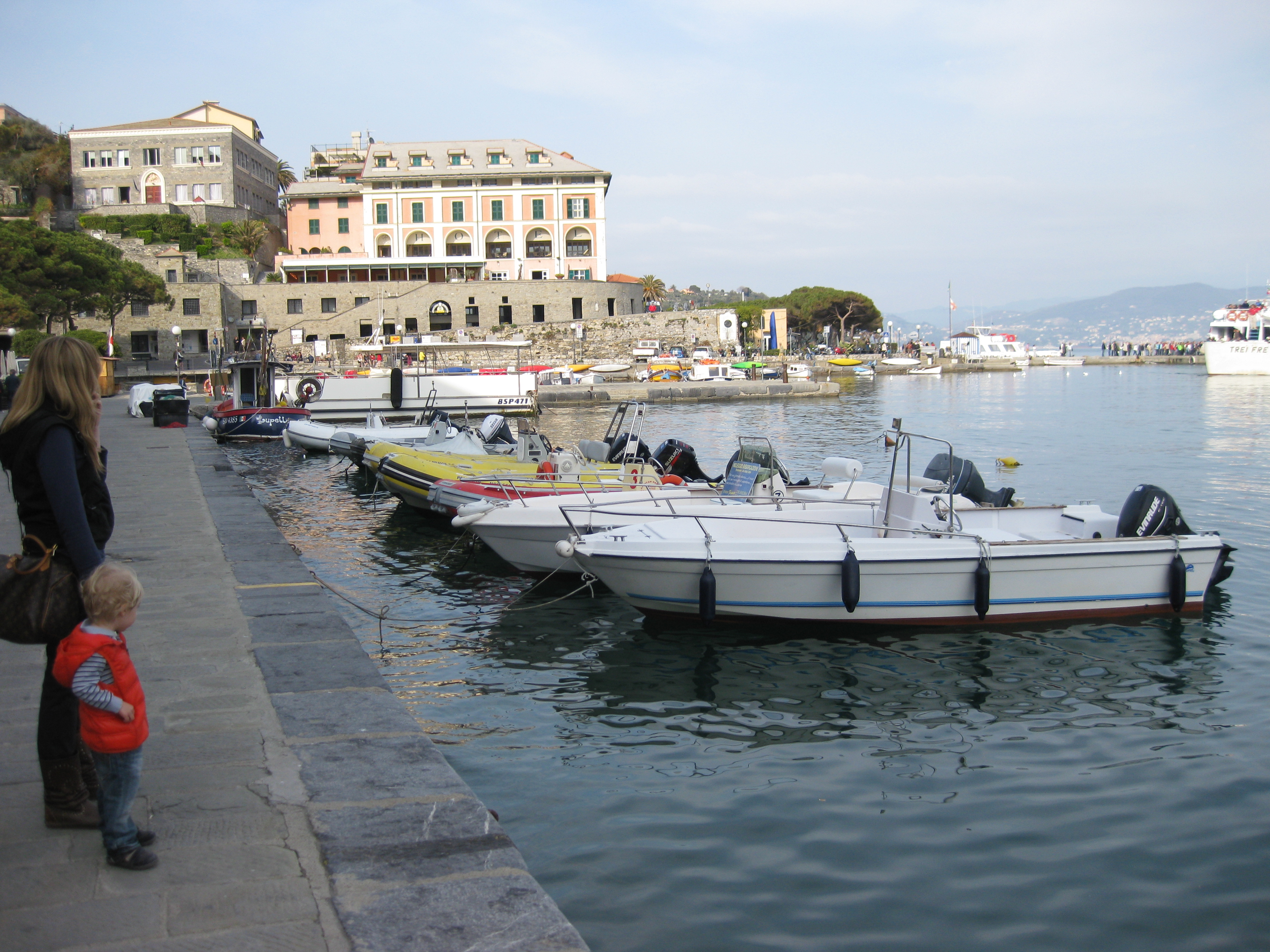
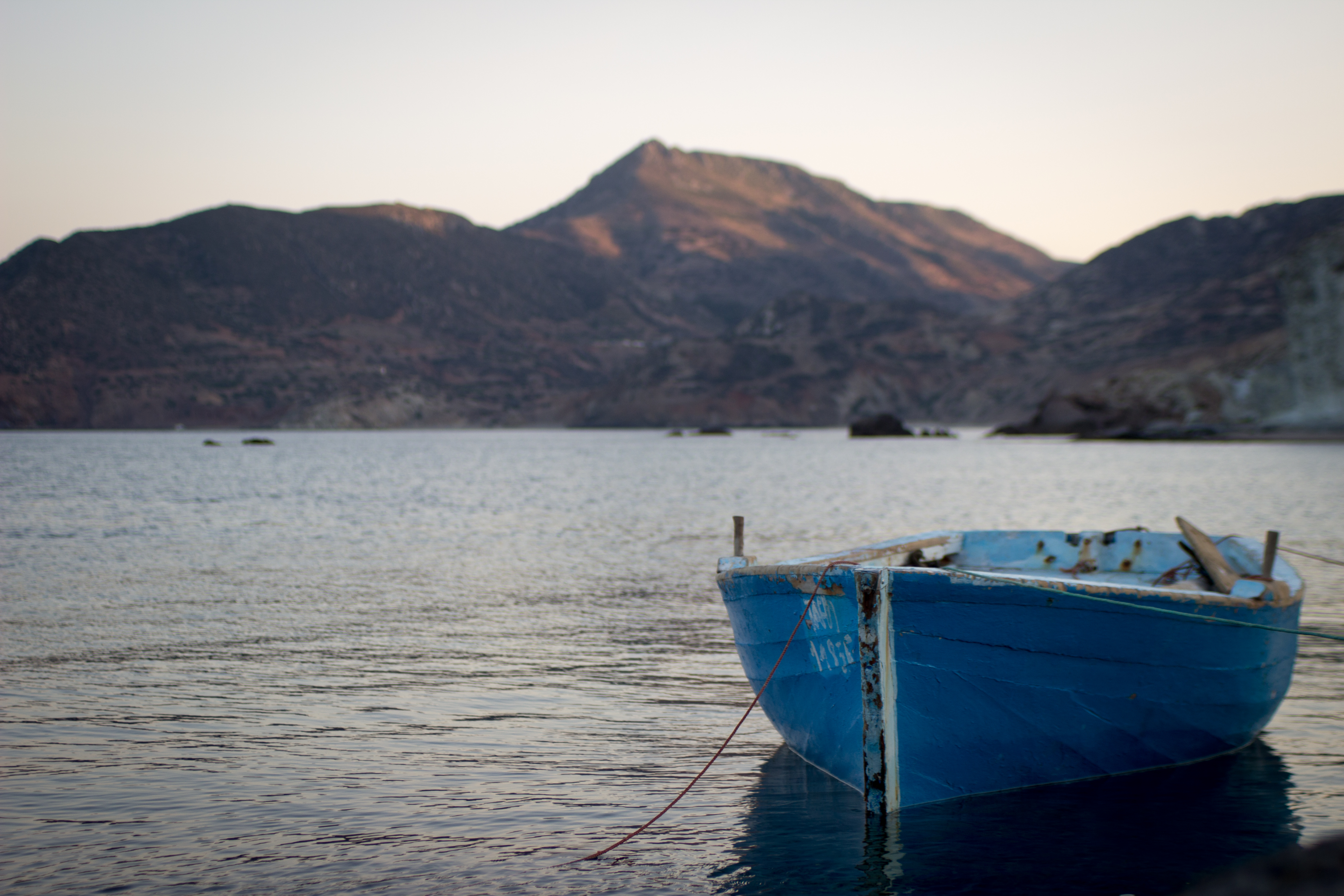
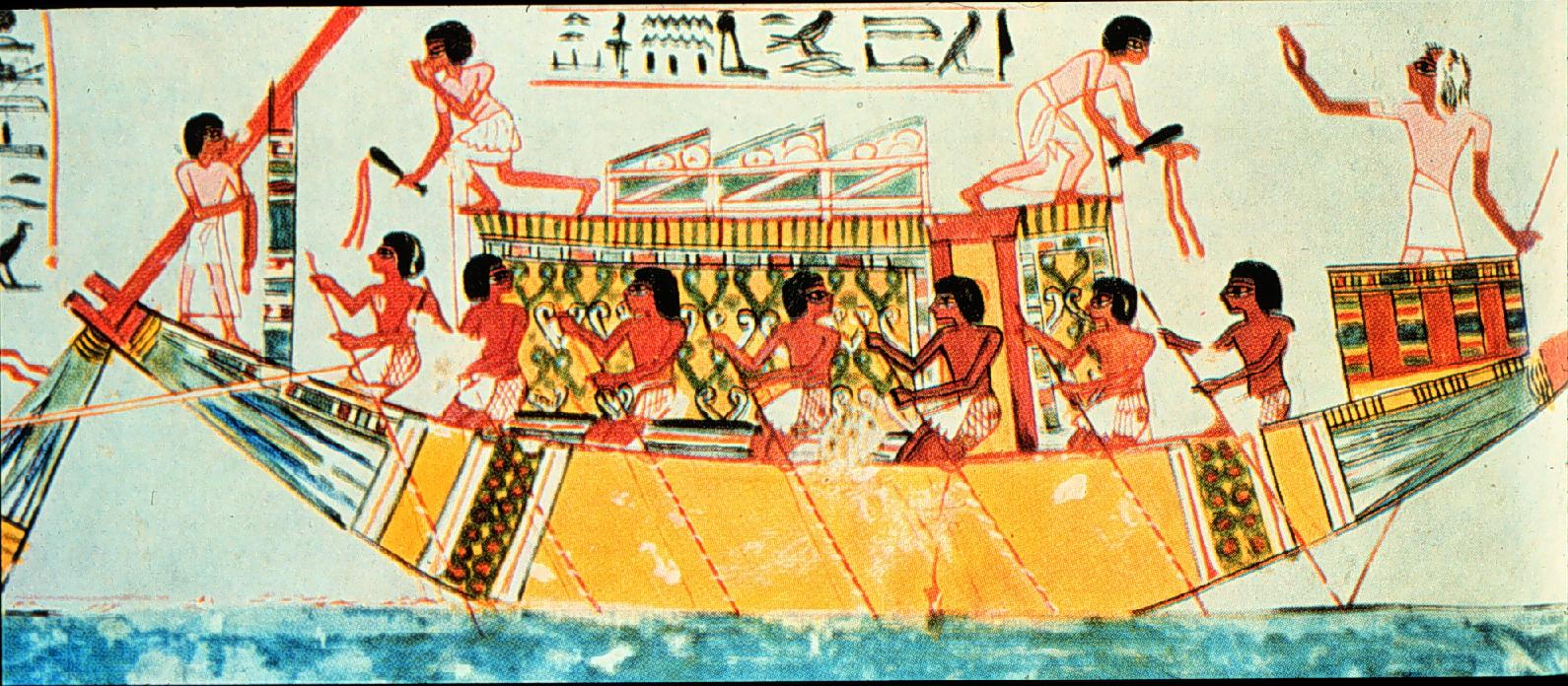
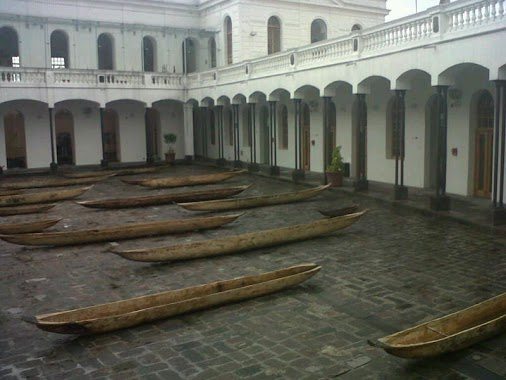
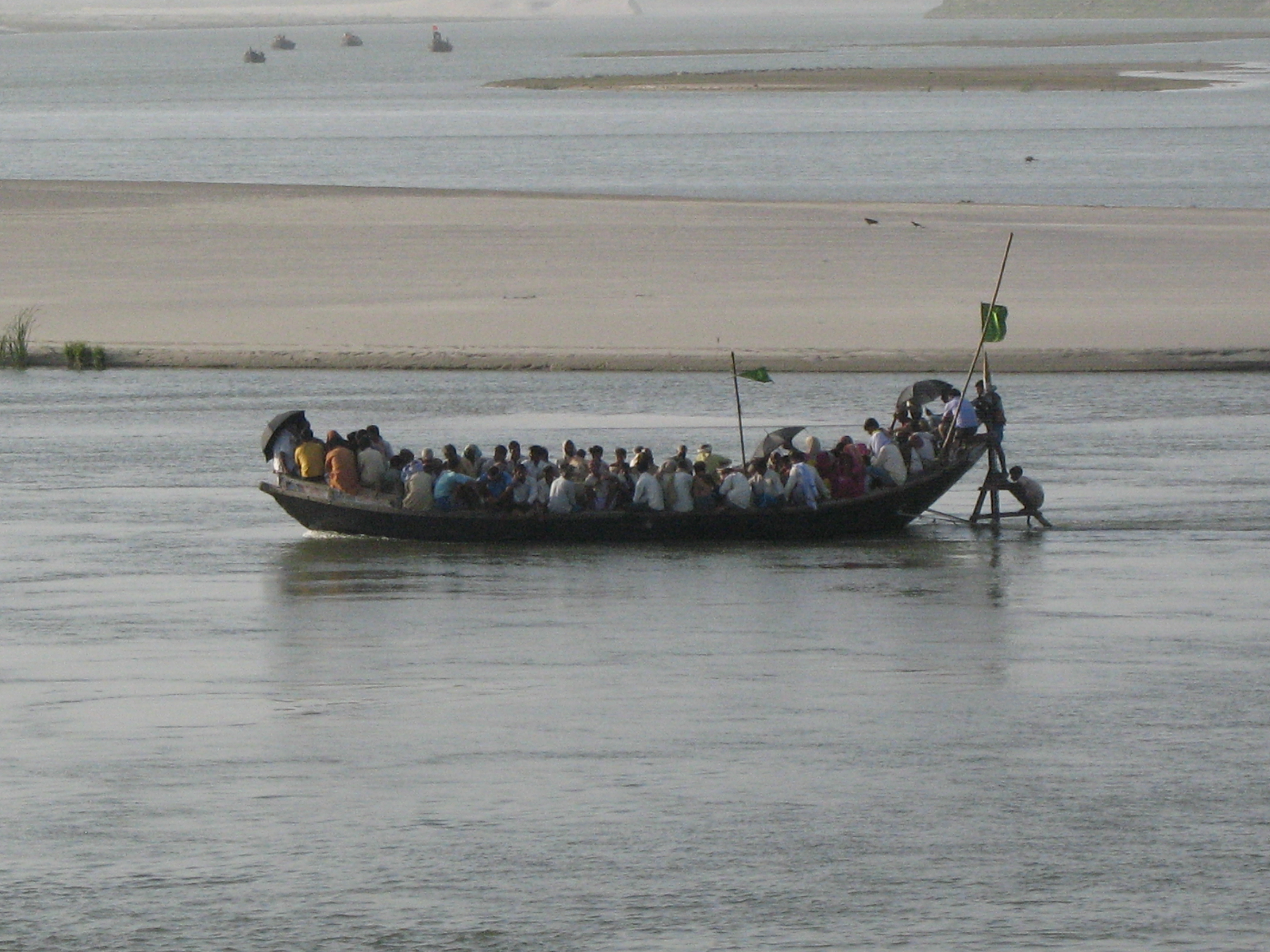
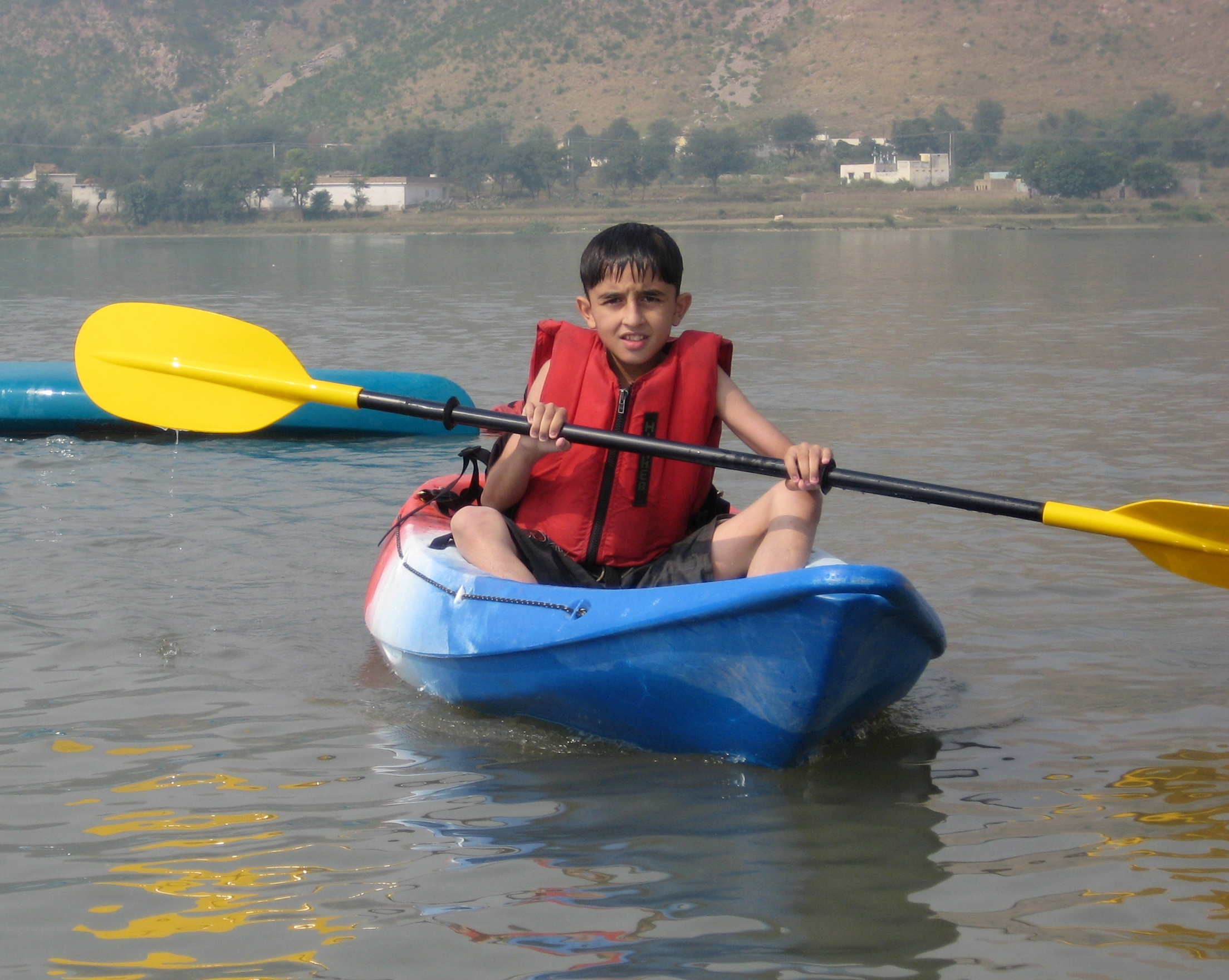
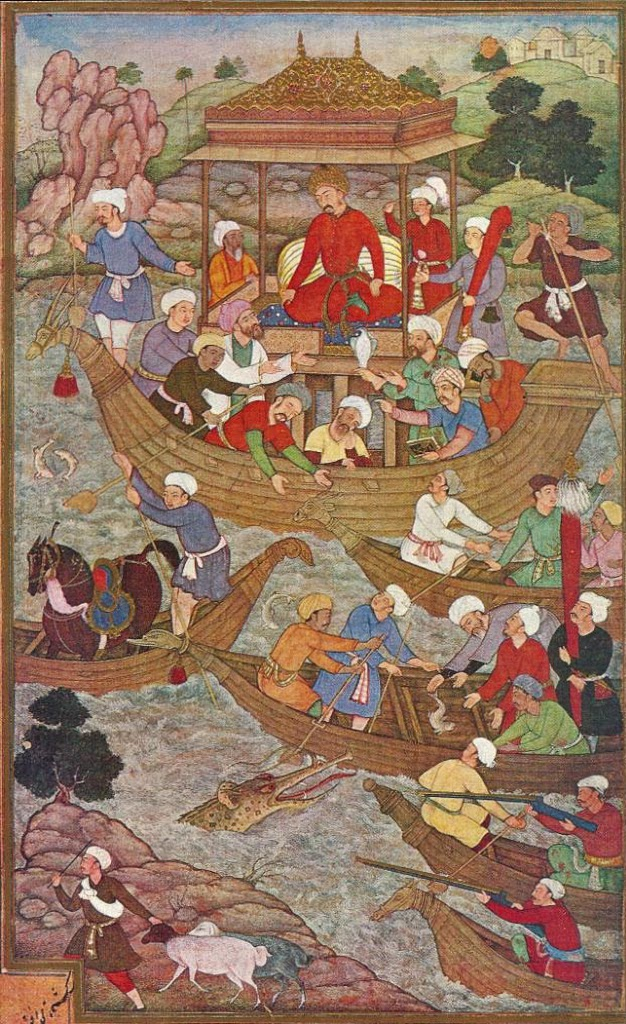
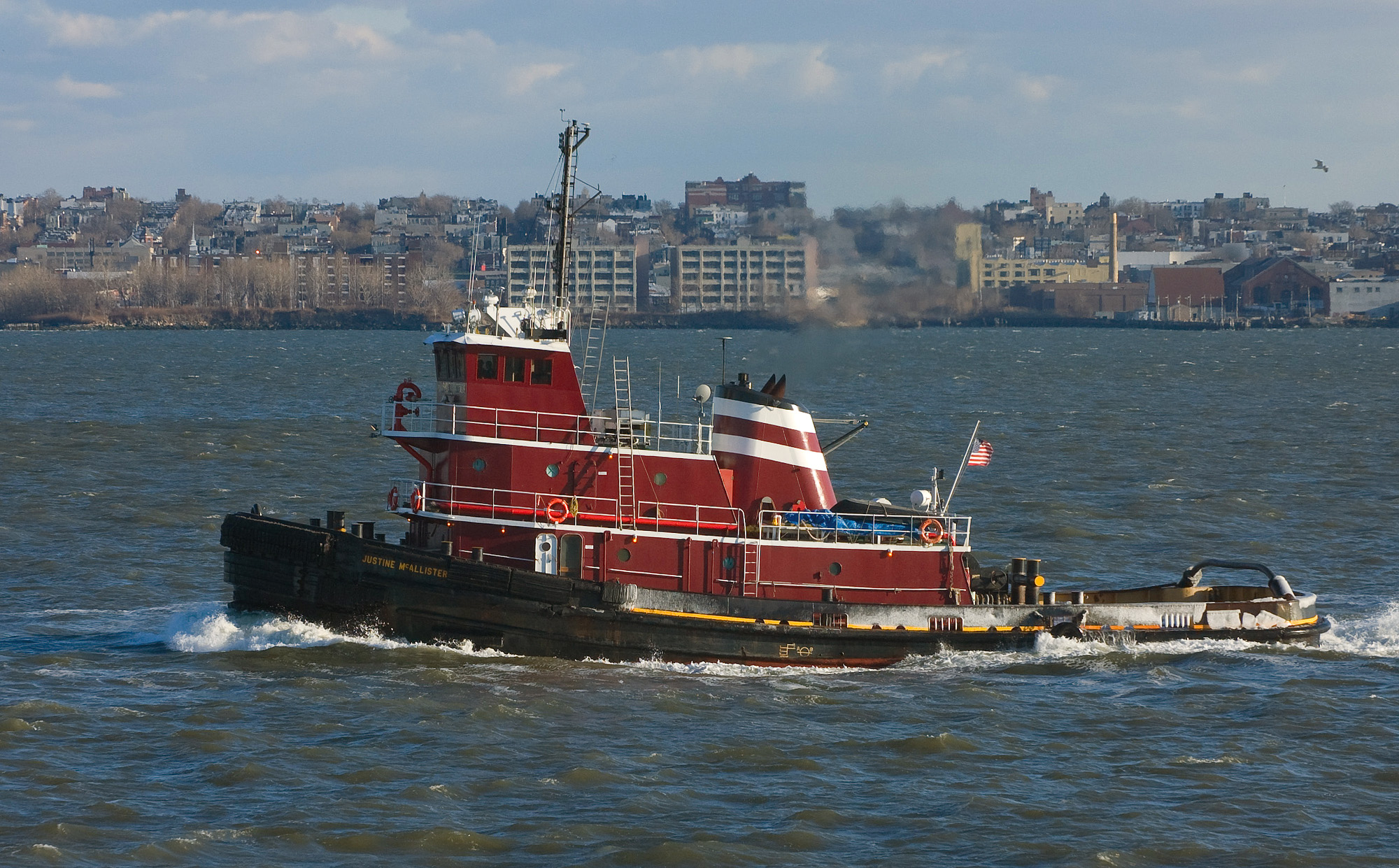
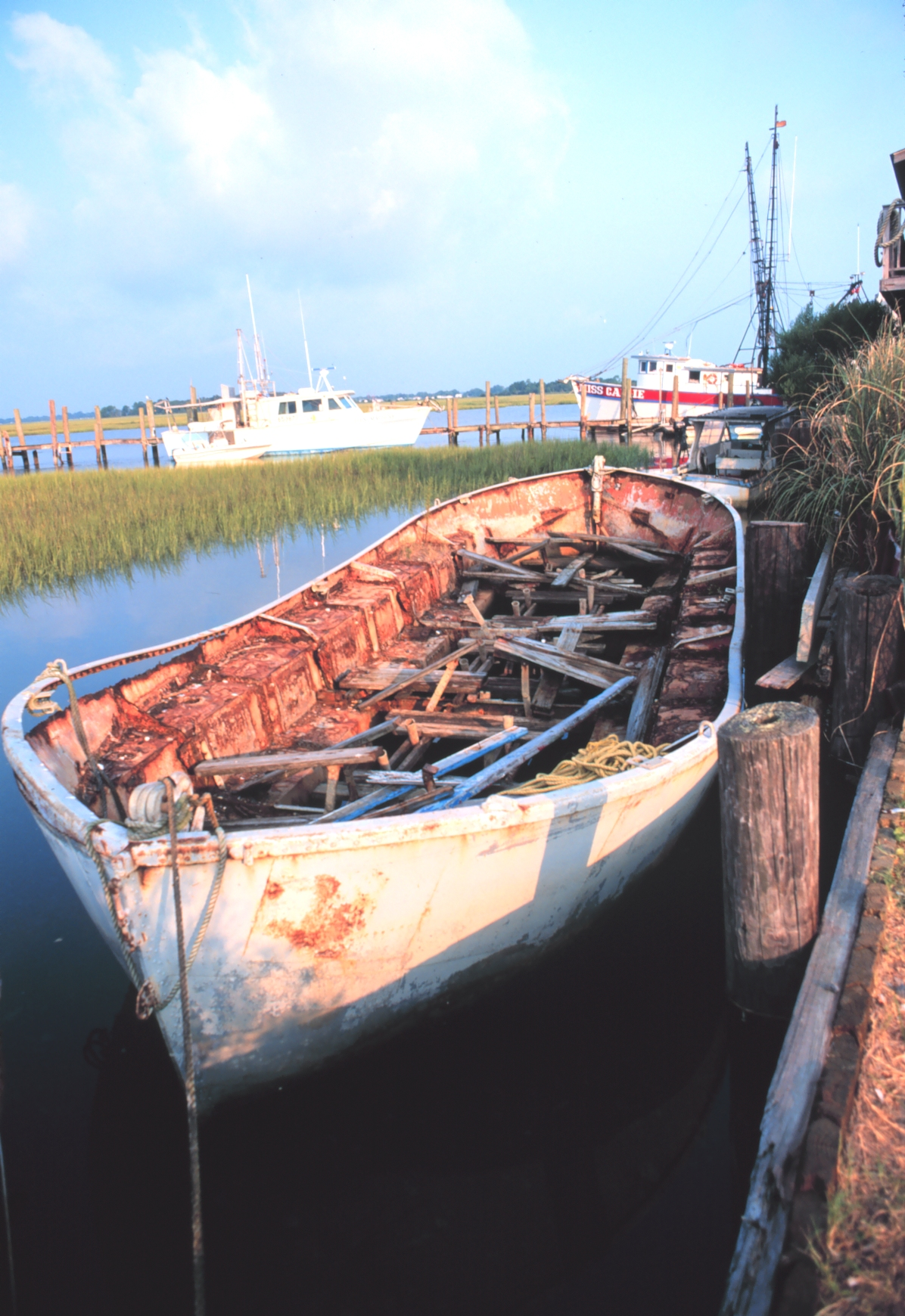
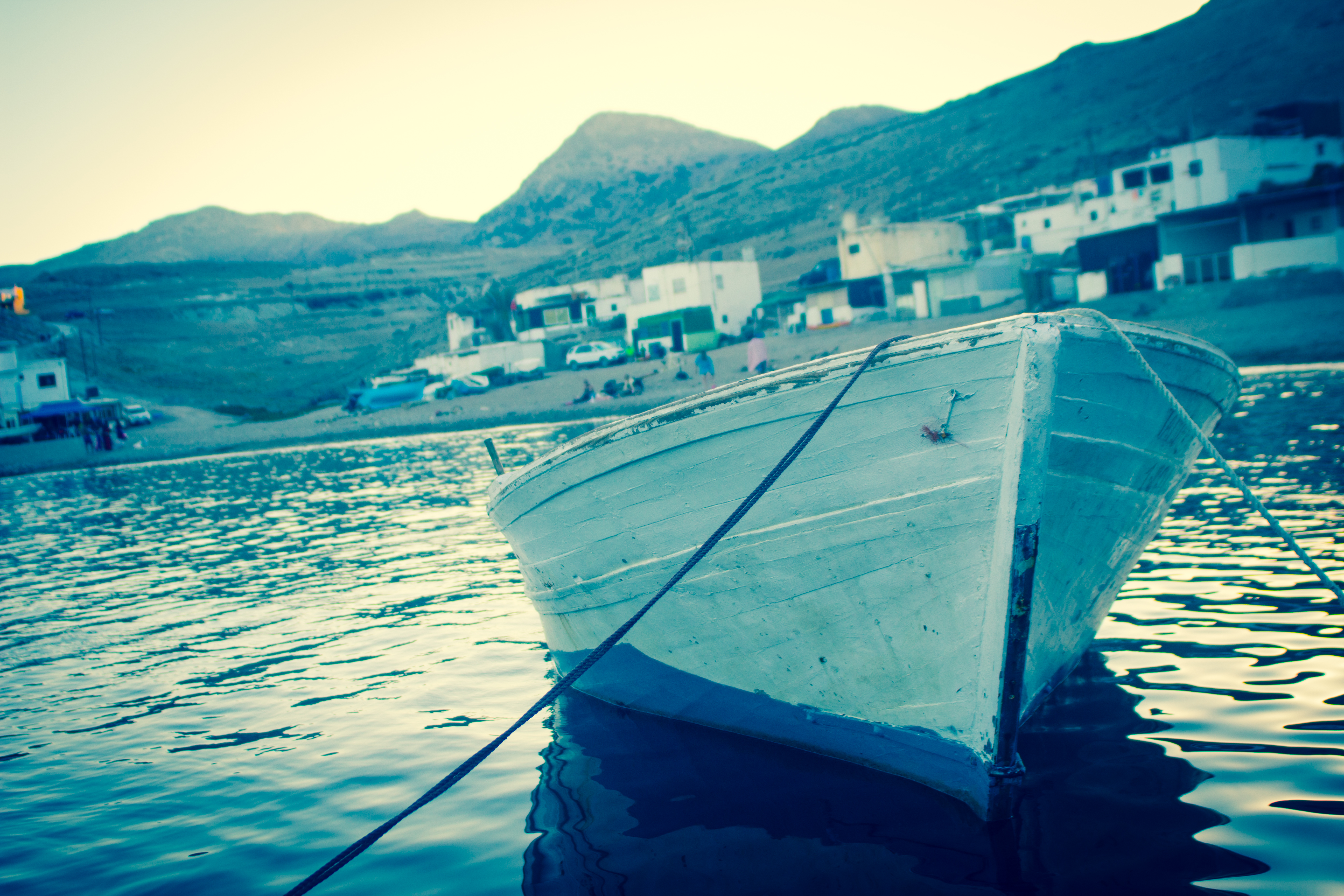
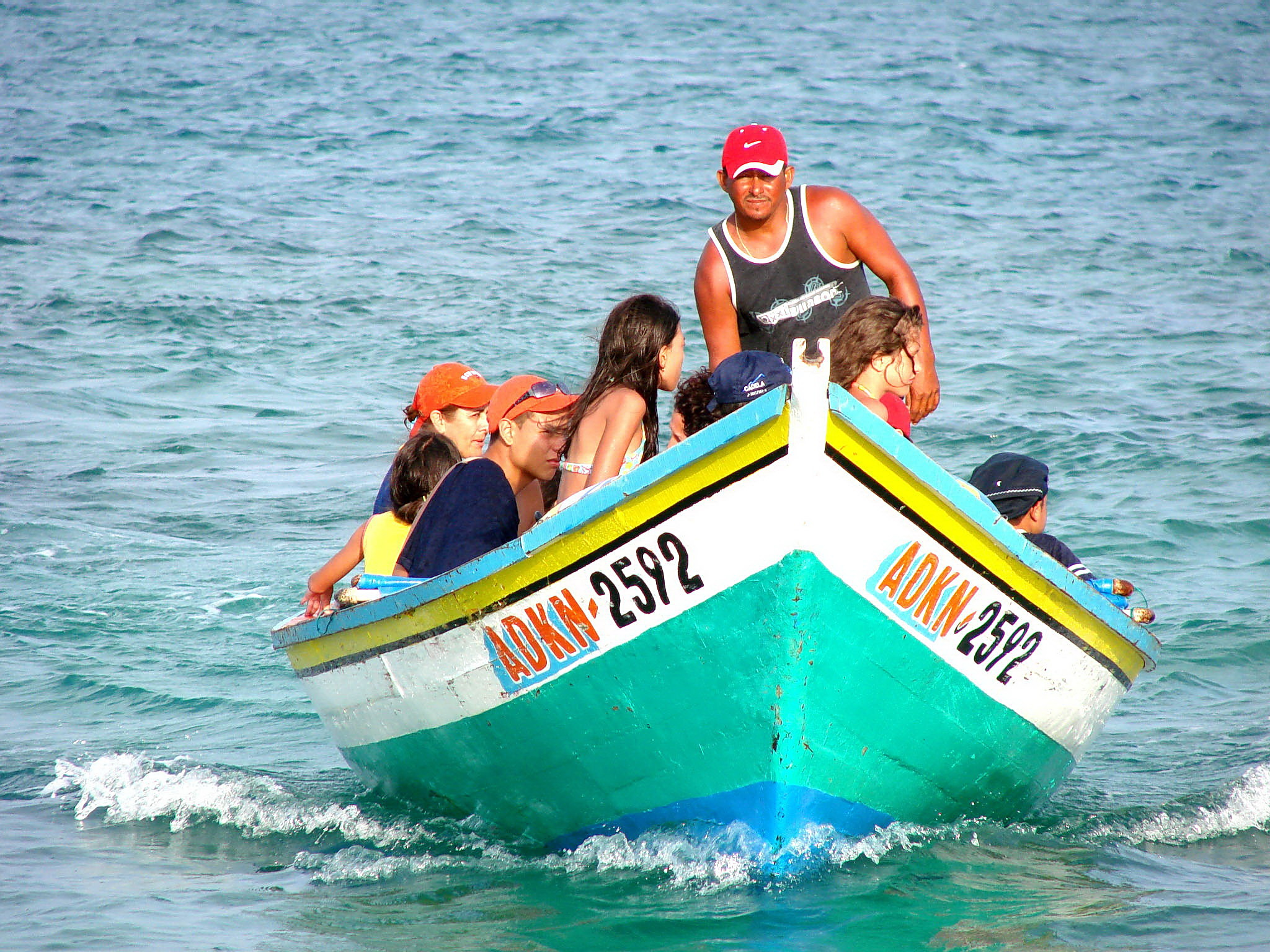
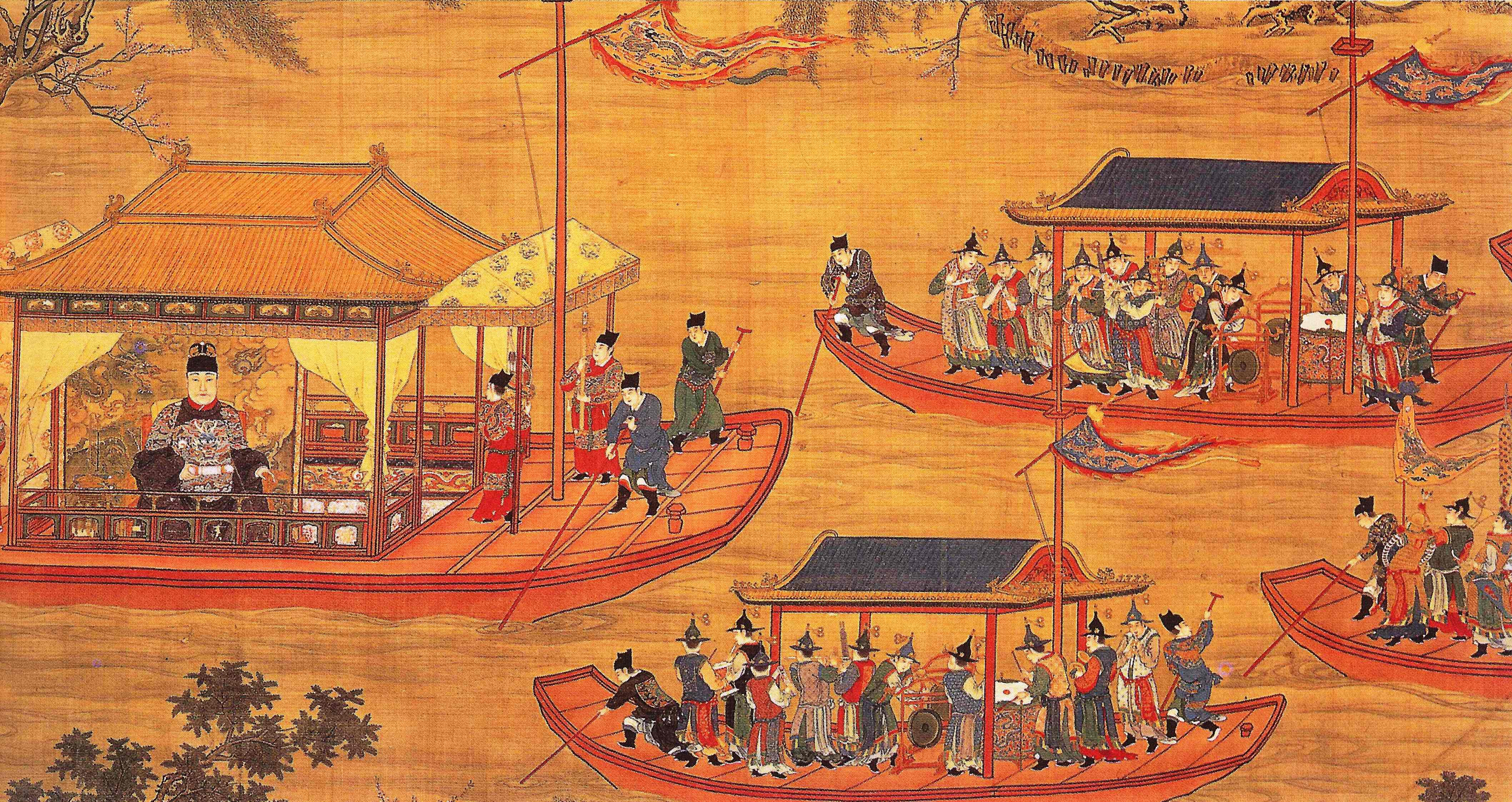
Navegación entre Lípari y Panarea.